# さが錦
さが錦（さがにしき）は、佐賀県佐賀市の株式会社村岡屋が製造販売する焼菓子。豆と栗の2種の風味がある。

## 概要
小麦粉、米粉、山芋、卵を主材料にし、豆類、または栗を混ぜ込んだ浮島という和風の柔らかな蒸し菓子をベースとし、その上下に薄くカットしたバウムクーヘンを載せ、チョコレートで貼り合わせた、和洋折衷の菓子。地元の豪華な織物である「佐賀錦」をモチーフに直方体（棹の形）に仕上げ、7つにカットされて包装されている。棹形のものの他に、1人分を切り分けて個包装にしたものも売られているが、これは豆と栗の両方を使っている。モンドセレクション金賞を3年連続受賞後、モンドセレクション最高金賞を2年連続受賞。
地元では、佐賀弁を使った誠直也出演のテレビコマーシャルも流されたことがある。

## バリエーション
- モンドセレクション最高金賞になったことを記念して、高級材料を使った限定発売品の「相傳さが錦」がある。
- さが錦に生クリームを挟んで丸めたロールケーキ「さが錦ロール」を発売。2018年11月1日に販売を始め、毎日午前中に予定数が売り切れるなど予想以上の売れ行きとなった[1]。
- 佐賀県を舞台にしたアニメ『ゾンビランドサガ』コラボパッケージ版を発売。当初見込みの1.5倍の売れ行きで工場はフル稼働状態であるという[2]。

## 原料
砂糖、卵、豆類（小豆、金時豆、うずら豆）、小麦粉、チョコレート、栗、米粉、ショートニング、山芋、餅粉、ラム酒、蜂蜜、コーンスターチ、乳化剤、香料、卵殻カルシウム、クチナシ色素、ソルビット、酸化防止剤（ビタミンC、ビタミンE）